# Dennis Tipping
Dennis Tipping (Dennis Robert Tipping; * 20. September 1939 in Portland, Victoria; † 4. Mai 2025) war ein australischer Sprinter.

## Sportliche Laufbahn
Bei den Olympischen Spielen 1960 in Rom schied er über 100 und 200 Meter im Vorlauf aus.
1962 erreichte er bei den British Empire and Commonwealth Games in Perth über 220 Yards das Viertelfinale und kam mit der australischen 4-mal-110-Yards-Stafette auf den fünften Platz.
1960 wurde er Australischer Meister über 100 Yards und 220 Yards.

## Persönliche Bestzeiten
- 100 m: 10,4 s, 1960
- 220 yds: 21,3 s, 1959 (entspricht 21,2 s über 200 m)